# امپومالانگا
امپومالانگا (به Latin (disambiguation): Mpumalanga) یکی از استان‌های آفریقای جنوبی است.

## خصوصیات
امپومالانگا ۷۶٬۴۹۵ کیلومترمربع مساحت و ۴٬۰۳۹٬۹۳۹ نفر جمعیت دارد.